# Proconsul (állatnem)
A Proconsul  a főemlősök egyik korai neme volt, mely 18–15 millió évvel ezelőtt, a miocén földtörténeti korban élt a mai Kenya területén. Napjainkig négy faját azonosították, testsúlyuk 10–40 kg közé esett. Élőhelyük az esőerdő volt.

## Jellegzetességei
Jellegzetességeik alapján a cerkóffélék és az emberszabású majmok közé sorolhatók, emiatt taxonómiai elhelyezésük az emberszerűek (Hominoidea) öregcsaládba csak próbálkozás; egyes tudósok a Proconsult az emberszerűeken kívül helyezik el, még mielőtt az emberszabású majmok és a cerkóffélék szétváltak volna. Ha a Proconsul nem emberszabású majom, akkor bizonyos mértékig rokonságban állhat az Aegyptopithecusszal.
A Proconsul majomszerű jellemzői közé tartozik a vékony fogzománc, a finom testfelépítés, keskeny mellkassal és rövid mellső végtagokkal, a görbült kézközépcsontok, a hosszú, hajlékony hátgerinc, és az erdőhöz alkalmazkodott, négy lábon járó életmód. Emberszabású jellemzői közé tartozik a farok hiánya, a nagyméretű „Linea supracondylaris lateralis” (a felkarcsont alsó felének külső részén található durva vonulat), és a testmérethez képest kissé nagyobb agytérfogat. Mindezek a jellemzők arra utalnak, hogy a Proconsul mozgása inkább a mai majmokhoz hasonlóan ugró-lendülő típusú volt, ellentétben a modern emberszabásúak függőlegesen mászó típusával.
A legteljesebb koponya alapján térfogatszámítást is végeztek, bár ennek végrehajtása meglehetősen nehézkes volt, mivel a koponya a korábbi rétegterheléstől deformálódott. A koponya jellegzetességei, mai majmokkal összevetett arányai alapján 154–180 cm³ eredményt kaptak. Alan Walker kutatócsoportja (New York Állami Egyetem és Washington Egyetem) a végtaghosszból következtetett testtömeg és a koponyaűr térfogatának aránya alapján az emberszabású majmok evolúciójának legkorábbi képviselőjének írta le 1991-ben. Ezt erősíti az a tény, hogy a Proconsul nagyméretű, hátrafelé elhúzódó homloküregéhez hasonló képződmény csak az embernél és az afrikai emberszabásúaknál található meg. Ugyanakkor csukló- és singcsontjuk között közvetlen ízületi kapcsolat van, ami az óvilági majmok felé közelíti.
1984-ben olyan lelőhelyet fedeztek fel Rusinga szigetén, ahol kilenc teljes, vagy majdnem teljes csontvázat tártak fel, különböző életkorokból. Így a Proconsul növekedési fázisai is ismertek.

## Felfedezése és osztályozása

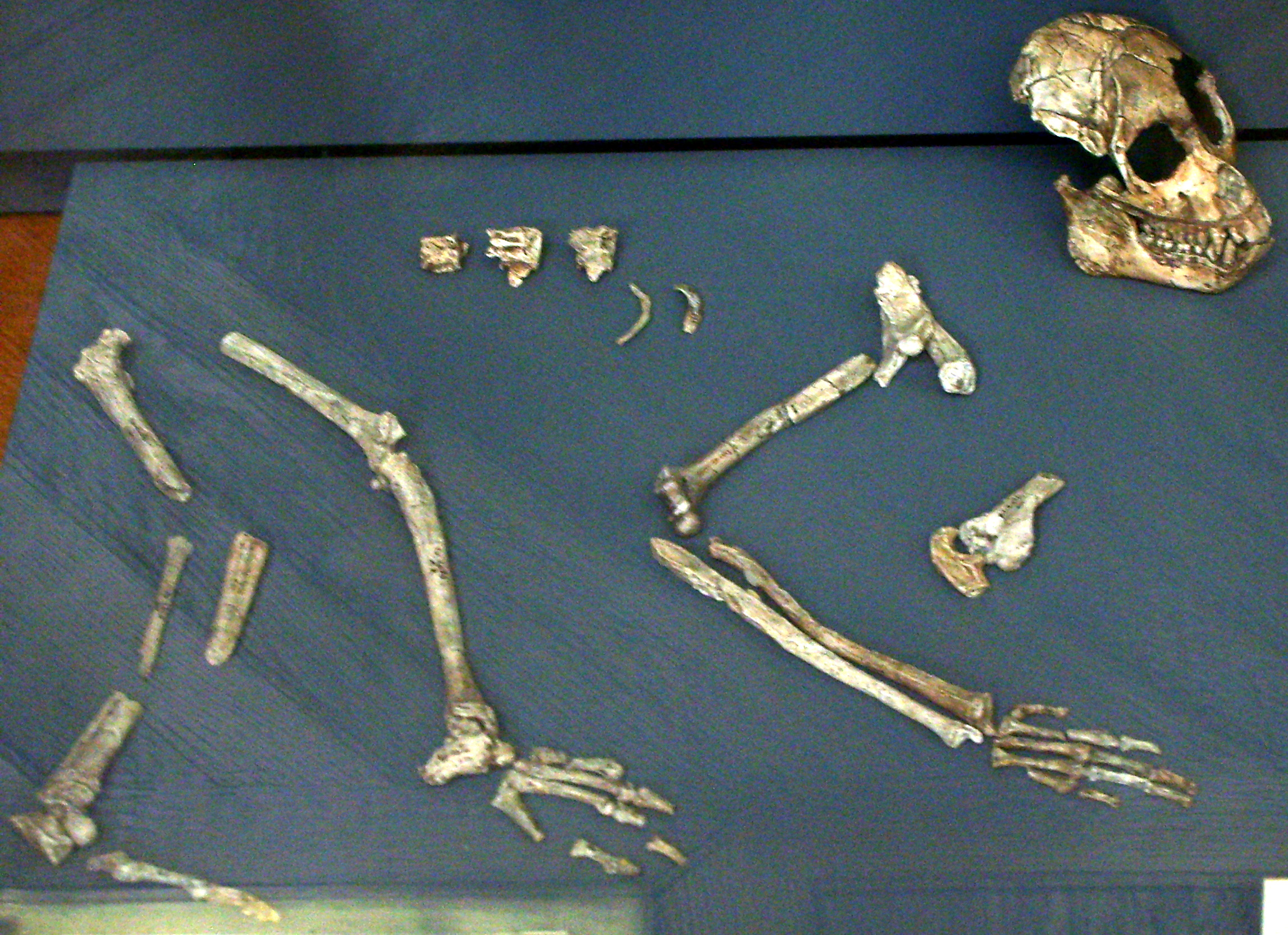
Proconsul nyanzae fosszília, Párizsi Természetrajzi Múzeum

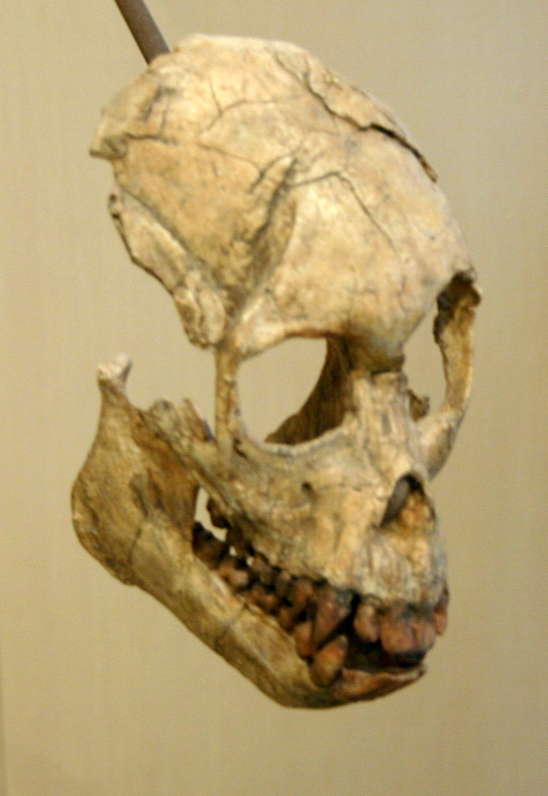
Proconsul heseloni koponyája

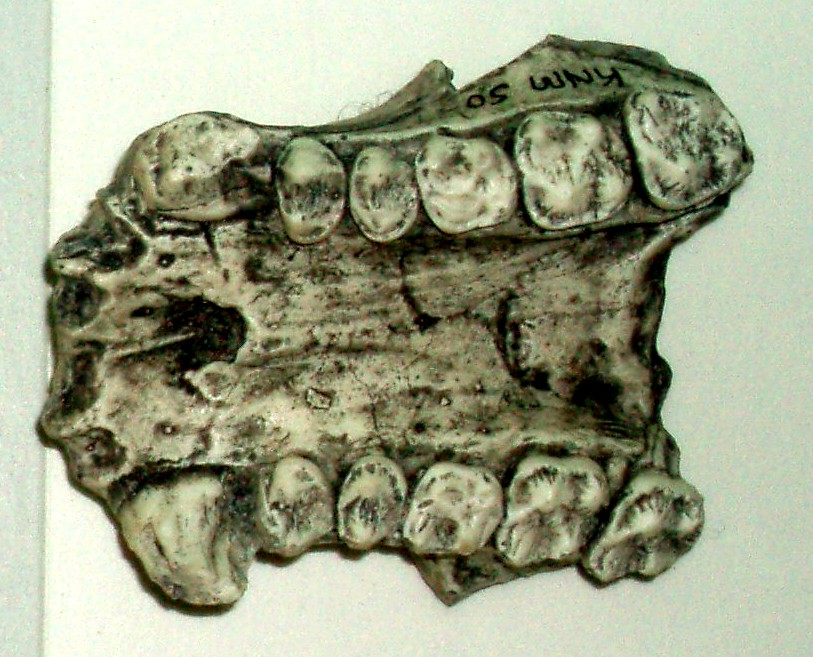
Proconsul gordoni állkapcsa

Az első leletet, egy állkapocstöredéket, 1927-ben találta egy arany után kutató kőbányász-telepes, H.L. Gordon a Kenya nyugati részén található Kisumu közelében, Korunál. Egészen napjainkig ez a lelet a legrégebbi, emberféléktől (Hominidae) származó fosszília, és az első olyan emlőslelet, melyet a szub-szaharai Afrikában találtak. Gordon elküldte leleteit Arthur Tindell Hopwood paleontológusnak, aki már 1931-ben expedíciót szervezett, hogy újabb leletekhez juthasson az érdekes felfedezésből.
A Proconsul nevet Hopwood találta ki 1933-ban jelentése „Consul előtti”. Akkoriban a Consul népszerű név volt, melyet a cirkuszi mutatványokban szereplő csimpánzoknak adtak. 1903-ban a párizsi Folies Bergère közkedvelt csimpánzát Consulnak hívták, és ugyanezt a nevet kapta a manchesteri Belle Vue állatkert csimpánza 1894-ben. Ez utóbbi halála után Ben Brierley egy verset írt emlékére, melyben azon elmélkedik, hogy hol lehet a hiányzó kapocs a csimpánz és az ember között.
Hopwood 1931-ben fedezte fel három egyed maradványait, miközben Louis Leakey csoportjában kutatásokat folytatott a Viktória-tó környékén. Az a Consul, melynek a nevét felhasználta, nem az előzőekben említettek valamelyike, hanem a londoni varieté népszerű, öltönyt, sapkát viselő és szivarozó csimpánza volt. A Consul szó Linné-módon szimbolizálja a csimpánzokat. Így – Hopwood szavaival – a Proconsul a „csimpánz őse”. A faj nevéhez az „africanus” szót is hozzátette. Abban az időben ez volt az egyetlen ismert példány.
A később felfedezett fosszíliákat eleinte szintén africanusként osztályozták, újbóli felosztásuk csak később történt meg, vagyis az eredetileg africanusnak tartott leleteket csoportokra osztották, és a maradványokhoz további leleteket adtak, új fajokat állapítva meg. Így például Mary Leakey híres, 1948-as lelete africanusként kezdte, majd kiemelték az africanus fajból és Thomas Whitworth 1951-es leletével azonosnak találva Alan Walker 1993-ban létrehozta a „heseloni” fajt. A Kuruban nés Songhorban talált leleteket még mindig africanusnak tekintik. Bár sok maradvány az idő folyamán fajt váltott, jelenleg még mindig négy fajt önállónak tekintik.
A Proconsulidae család létrehozását Louis Leakey javasolta 1962-ben, tizenegy évvel azután, hogy ő maga és Wilfrid Le Gros Clark megállapították az africanus, a nyanzae és a major fajokat. A javaslatot szakmai körökben nem fogadták el azonnal, de a Proconsulidae végül is elismert család lett.
Az emberfélék osztályozási rendszere a 20. század második felére olyan bonyolultsági szintet ért el, mely már önmagában több kötetet igényelne. A felfedezett új fosszíliákkal és új megfigyelésekkel egyidőben a   paleoantropológusok többsége legalább egyszer megváltoztatta véleményét, és ez valószínűleg a jövőben is így lesz. Egy adott időszak szakirodalmában létező osztályozási rendszer nem szükségszerűen egyezik meg egy másik időszakéval. Így például Peter Andrews és Lawrence Martin, elismert palaeontológusok, 1987-ben arra az álláspontra jutottak, hogy a Proconsul nem emberféle, hanem csak annak egy kládja.
A Proconsult Alan Walker az emberszabású majmok és az ember közös őseként írta le.

## Hivatkozások

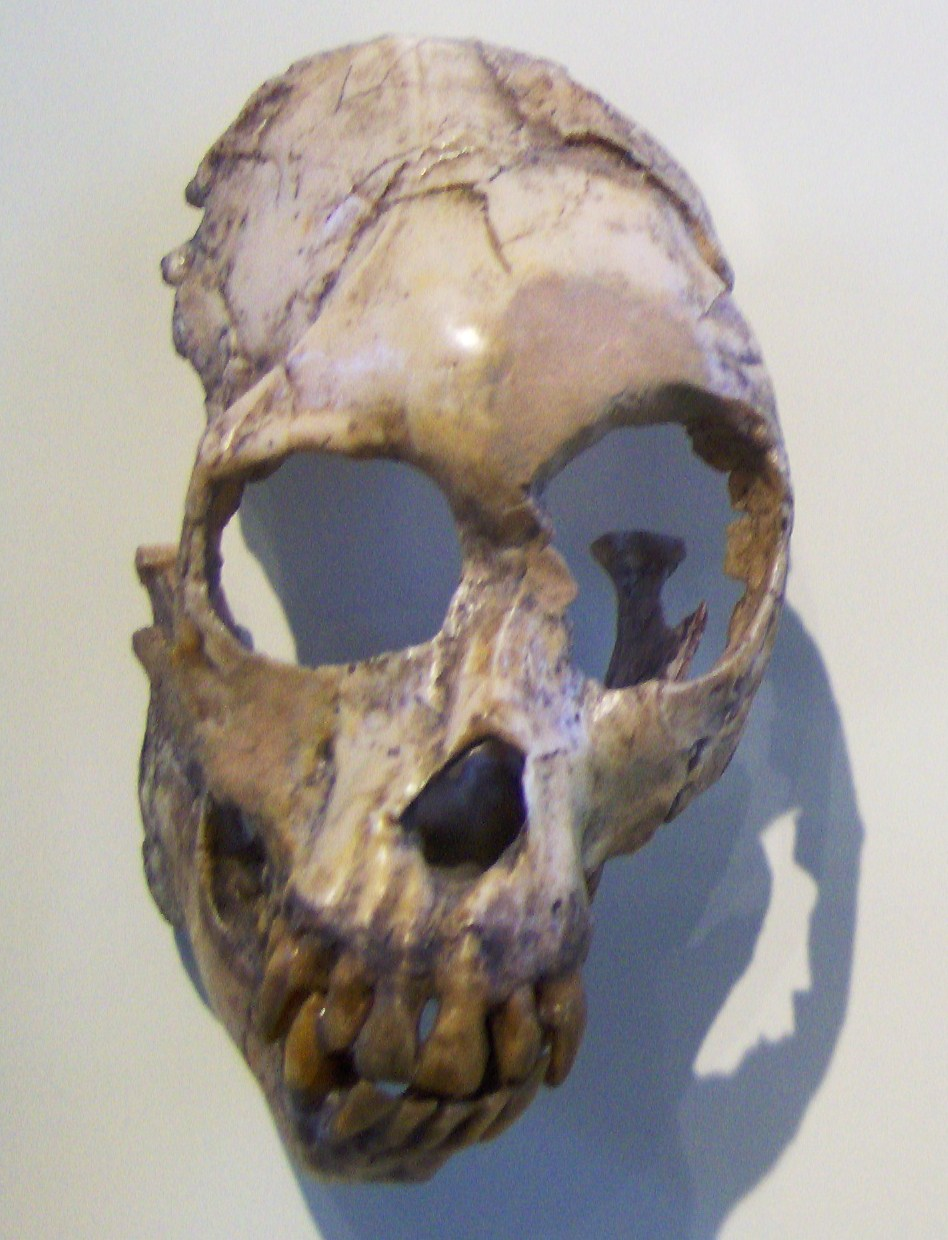
Proconsul africanus koponyája